# Liste des épisodes d'Amazing Spider-Man : Superior Spider-Man
Pour un article plus général, voir Liste des épisodes de Spider-Man.
La liste des épisodes d'Amazing Spider-Man : Superior Spider-Man est une liste de comic books autour du personnage de Spider-Man.

## Superior Spider-Man (#701 - #733)

### Saga principale
| Numéro | Titre                                                           | Scénariste                                                      | Dessinateur                                                     | Date de publication                                             |
| --- | --------------------------------------------------------------- | --------------------------------------------------------------- | --------------------------------------------------------------- | --------------------------------------------------------------- |
| |                                                                 |                                                                 |                                                                 |                                                                 |
| 1 (701) | (Hero or Menace?)                                               | Dan Slott                                                       | Ryan Stegman                                                    | Mars 2013                                                       |
| Octavius, qui a pris l'identité de Peter, se rend sur la tombe d'Otto Octavius. Sur le chemin du retour, il fait face à ses premiers ennemis, qui se font appeler les « Nouveaux Sinister Six », qui comptent notamment Boomerang, le Shocker et Overdrive. Après avoir pris quelques coups, il décide de battre en retraite. Mary Jane l'invite à dîner. Il traque ses adversaires dans la soirée et les bat. Alors qu'il s'apprête à tuer Boomerang, Peter, dont l'esprit est encore en vie dans Otto, l'arrête. |                                                                 |                                                                 |                                                                 |                                                                 |
| |                                                                 |                                                                 |                                                                 |                                                                 |
| 2 (702) | (The Peter Principle)                                           | Dan Slott                                                       | Ryan Stegman                                                    | Mars 2013                                                       |
| Peter-Otto est remercié par la directrice d'ESU pour avoir récupéré les coûteux équipements scientifiques qui y avaient été volés par les Sinister Six. Il rencontre Jameson, qui ne lui trouve que du positif et le remercie. Le nouveau Peter décide de créer des araignées robotiques pour gérer les problèmes à sa place. Il fait la cour à Mary Jane et l'emmène à des sorties. Attaquée par un homme de main du Vautour, elle est jetée dans le vide ; l'esprit de Peter, qui se rappelle la mort de Gwen Stacy, influence la psyché de Peter-Otto pour qu'il sauve Mary Jane. Alors qu'ils vont s'embrasser, Peter-Otto lui dit qu'ils ne doivent pas être en couple. Carlie Cooper soupçonne que quelque chose a changé chez Peter. |                                                                 |                                                                 |                                                                 |                                                                 |
| |                                                                 |                                                                 |                                                                 |                                                                 |
| 3 (703) | (Everything You Know is Wrong)                                  | Dan Slott                                                       | Ryan Stegman                                                    | Avril 2013                                                      |
| Le Vautour est de retour. Le maire de New York, JJJ, appelle Spider-Man pour qu'il règle le problème. Le NYPD l'assigne en binôme avec Carlie Cooper, qui a l'impression que le corps de Peter est habité par quelqu'un d'autre. Le véritable Peter, qui n'est plus qu'une réminiscence psychique, se rend compte qu'il a accès aux souvenirs d'Octavius. Spidey bat les hommes de main du Vautour et se rend compte qu'il ne s'agissait que d'enfants ; or, cela réactive les souvenirs de l'enfance d'Otto, lorsqu'il était battu par son père. Il bat violemment le Vautour, confirmant les soupçons de Carlie. |                                                                 |                                                                 |                                                                 |                                                                 |
| |                                                                 |                                                                 |                                                                 |                                                                 |
| 4 (704) | (The Aggressive Approach)                                       | Dan Slott                                                       | Giuseppe Camuncoli                                              | Avril 2013                                                      |
| Cela fait un mois qu'Otto a pris le contrôle du corps de Peter. Il va voir tante May, qui est en rééducation. Elle devra marcher avec une cane car son corps est trop vieux pour une chirurgie. Il décide de travailler à un exosquelette, lorsqu'il se fait réprimander par Max, le fondateur d'Horizon. Il apprend que Peter Parker n'a jamais reçu de doctorat, et décide de corriger cela en se réinscrivant en dernière année de doctorat à ESU. Il est invité par Jameson à enquêter sur une attaque dans une prison dans laquelle la docteure Ashley Kafka. Alors que des hommes de main du Vautour essaient de se cacher de Spidey dans New York, apparaît la silhouette du Bouffon Vert. |                                                                 |                                                                 |                                                                 |                                                                 |
| |                                                                 |                                                                 |                                                                 |                                                                 |
| 5 (705) | (Emotional Triggers)                                            | Dan Slott                                                       | Giuseppe Camuncoli                                              | Mai 2013                                                        |
| Phizzy Cola et Mocha Cola sont deux entreprises concurrentes. Un terroriste international se rend chez la PDG de Phizzy Cola pour lui proposer de commettre un attentat en portant un t-shirt Mocha Cola pour 12 millions de dollars, ce qu'elle refuse. Spidey incorpore une technologie de reconnaissance faciale d'Horizon dans son costume. Il se rend chez une étudiante appelée Anna Maria Marconi pour recevoir des cours particuliers afin de valider son doctorat. Grâce au logiciel de reconnaissance faciale, Spidey traque le terroriste jusqu'à la gare de Grand Central et le tue. |                                                                 |                                                                 |                                                                 |                                                                 |
| |                                                                 |                                                                 |                                                                 |                                                                 |
| 6 (706) | (Joking Hazard)                                                 | Dan Slott                                                       | Humberto Ramos                                                  | Mai 2013                                                        |
| Deux criminels farceurs, Screwball et Jester, humilient JJJ publiquement. Le maire demande à Spider-Man de les arrêter pour de bon. Pendant ce temps, les Vengeurs réfléchissent au comportement de Spidey, considérant que son extrême violence récente implique que sa qualité de Vengeur soit reconsidérée. |                                                                 |                                                                 |                                                                 |                                                                 |
| |                                                                 |                                                                 |                                                                 |                                                                 |
| 6 alternatif | (Doomsday Scenario)                                             | Christos Gage                                                   | Dexter Soy                                                      | Mai 2013                                                        |
| Dans un univers alternatif où Ultron a presque rasé New York, Peter-Otto essaie de reconstruire sa vie. Il rencontre Iron Man et Luke Cage. |                                                                 |                                                                 |                                                                 |                                                                 |
| Remarques | Cette histoire fait partie de la saga Marvel de l'âge d'Ultron. | Cette histoire fait partie de la saga Marvel de l'âge d'Ultron. | Cette histoire fait partie de la saga Marvel de l'âge d'Ultron. | Cette histoire fait partie de la saga Marvel de l'âge d'Ultron. |
| |                                                                 |                                                                 |                                                                 |                                                                 |
| 7 (707) | (Troubled Mind Part 1: Right-Hand Man)                          | Dan Slott                                                       | Humberto Ramos                                                  | Juin 2013                                                       |
| Spider-Man traque Cardiac, qui, récemment, fait sa loi à New York. Il découvre dans un entrepôt toutes les inventions de lorsqu'il était Otto Octavius. Il s'apprête à tuer Cardiac lorsque la réminiscence psychique de Peter l'en empêche. Les Vengeurs l'appellent à leur quartier général et exigent de lui faire passer des tests pour prouver qu'il est bien Peter Parker, ce qu'il refuse. |                                                                 |                                                                 |                                                                 |                                                                 |
| |                                                                 |                                                                 |                                                                 |                                                                 |
| 8 (708) | (Troubled Mind Part 2: Proof Positive)                          | Dan Slott                                                       | Humberto Ramos                                                  | Juin 2013                                                       |
| Spidey est maîtrisé par les Vengeurs, qui lui font passer des tests très poussés qui prouvent qu'il est bien qui il dit être. L'esprit de Peter réussit à prendre momentanément le contrôle de la main de Peter-Otto mais, ne pouvant rien écrire, fait un dessin schématique que Natasha Romanov remarque. Elle ne comprend toutefois pas sa signification. Peter-Otto récupère une technologie d'Octavius et l'utilise sur lui-même. Il se rend compte qu'il reste un peu de la réminiscence psychique de Peter Parker en lui. Il décide de l'effacer. |                                                                 |                                                                 |                                                                 |                                                                 |
| |                                                                 |                                                                 |                                                                 |                                                                 |
| 9 (709) | (Troubled Mind Part 3: Gray Matters)                            | Dan Slott                                                       | Ryan Stegman                                                    | Juillet 2013                                                    |
| Peter-Otto met en place un protocole pour entrer au plus profond de son esprit et en chasser Peter Parker. Seulement, alors qu'ils se confrontent dans l'esprit de Peter-Otto, Peter active les souvenirs relatifs à ses proches. Son oncle Ben, sa tante May et Mary Jane s'attaquent aux tentacules d'Octopus tandis que Gwen et Flash se jettent sur lui pour le mettre à terre. Ils repoussent les assauts d'Octavius jusqu'à ce que celui-ci mobilise les souvenirs des peurs et des ennemis de Spidey, qui tuent les représentations de George et Gwen Stacy, ainsi que de l'oncle Ben. Il efface complètement Peter Parker pour qu'il ne reste plus que Peter-Otto. |                                                                 |                                                                 |                                                                 |                                                                 |
| |                                                                 |                                                                 |                                                                 |                                                                 |
| 10 (710) | (Independence Day)                                              | Dan Slott                                                       | Ryan Stegman et Marcos Martín                                   | Juillet 2013                                                    |
| Spider-Man gère rapidement une guerre des gangs. Mary Jane va le voir sur le campus d'ESU, mais il refuse de lui parler, ce qui lui met la puce à l'oreille. Après un dîner de famille avec May, JJJ et son père, il se rend chez Anna Maria et ils s'embrassent. Peter reçoit cependant une alerte : le club de MJ est attaqué par des hommes de main de celui qui, arborant le costume du Bouffon Vert, se fait appeler le « Roi des Bouffons ». |                                                                 |                                                                 |                                                                 |                                                                 |
| |                                                                 |                                                                 |                                                                 |                                                                 |
| 11 (711) | (No Escape Part 1: A Lock For Every Key)                        | Dan Slott et Christos Gage                                      | Giuseppe Camuncoli                                              | Août 2013                                                       |
| Alors qu'il est en cours à ESU, Peter reçoit un appel de JJJ sur son téléphone de Spider-Man. L'inventeur fou Alistair Smythe va être exécuté le lendemain à la prison fédérale de New York pour avoir tué Marla Jameson. Le maire demande à Spidey de s'assurer que tout se passe bien. Il s'y rend mais, alors que Smythe va être tué par injection, il appelle ses robots, les Spider Slayers, qui le délivrent. |                                                                 |                                                                 |                                                                 |                                                                 |
| |                                                                 |                                                                 |                                                                 |                                                                 |
| 12 (712) | (No Escape Part 2: Lockdown)                                    | Dan Slott et Christos Gage                                      | Giuseppe Camuncoli                                              | Août 2013                                                       |
| JJJ décide de prendre la situation en main. Il revêt une armure spéciale des membres de la sécurité du Raft et traque Smythe. Spidey doit notamment affronter le Vautour et le Rhino, qui ont été libérés de leur cellule par l'inventeur fou. Le Lézard est également libéré mais s'échappe. |                                                                 |                                                                 |                                                                 |                                                                 |
| |                                                                 |                                                                 |                                                                 |                                                                 |
| 13 (713) | (No Escape Part 3: The Slayers & the Slain)                     | Dan Slott et Christos Gage                                      | Giuseppe Camuncoli                                              | Septembre 2013                                                  |
| Spidey réussit à battre Smythe, mais, alors que sa conscience va bientôt s'éteindre, l'inventeur fou tente de transférer sa conscience dans le corps de Spider-Man. Spidey lui révèle qu'il est en réalité Otto Octavius, et qu'il s'était préparé à cette éventualité. Smythe décède. L'Araignée fait chanter Jameson pour qu'il lui laisse la direction du Raft, qu'il nomme Spider Island II. |                                                                 |                                                                 |                                                                 |                                                                 |
| Remarques | Mort d'Alistair Smythe.                                         | Mort d'Alistair Smythe.                                         | Mort d'Alistair Smythe.                                         | Mort d'Alistair Smythe.                                         |
| |                                                                 |                                                                 |                                                                 |                                                                 |
| 14 (714) | (A Blind Eye)                                                   | Dan Slott                                                       | Humberto Ramos                                                  | Septembre 2013                                                  |
| Spider-Man monte une armée pour Spider Island II. Il l'utilise pour reprendre le contrôle d'une zone de non droit gérée par l'empire du Caïd, Shadowland. Alors que l'armée de Spidey arrive aux portes des bureaux du Caïd, celui-ci met son plan à exécution pour faire croire à sa mort. Le Caïd et le Hobgoblin s'enfuient tandis que le Roi des Bouffons fortifie son armée. |                                                                 |                                                                 |                                                                 |                                                                 |
| |                                                                 |                                                                 |                                                                 |                                                                 |
| 15 (715) | (Run, Goblin, Run! Part 1: The Tinkerer's Apprentice)           | Dan Slott                                                       | Humberto Ramos                                                  | Octobre 2013                                                    |
| Yuri Watanabe, sous son identité secrète de Wraith, mène une enquête sur les agissements du nouveau Spider-Man. Spidey pirate le réseau télévisé de la ville pour diffuser sur tous les écrans un appel : il dévoile l'identité secrète du Hobgoblin, Phil Urich, et appelle tous les new-yorkais qui le verraient à le contacter. Le Bugle, où travaille Urich, qui est le neveu du grand journaliste d'investigation Ben Urich, est en ébullition. Spidey le traque jusqu'aux bureaux de la direction, où Urich prend en otage une journaliste. L'Araignée le bat. |                                                                 |                                                                 |                                                                 |                                                                 |
| |                                                                 |                                                                 |                                                                 |                                                                 |
| 16 (715) | (Run, Goblin, Run! Part 2: Kill Phil)                           | Dan Slott                                                       | Humberto Ramos                                                  | Octobre 2013                                                    |
| Le camion qui transporte Urich en prison pour super-criminels est l'objet d'une attaque par un des lieutenants du Roi des Bouffons. Il lui jure fidélité. La partenaire d'Urich, Norah Winters, est licenciée du Bugle. |                                                                 |                                                                 |                                                                 |                                                                 |
| |                                                                 |                                                                 |                                                                 |                                                                 |
| 17 (717) | (Let's Do the Time Warp Again)                                  | Dan Slott                                                       | Ryan Stegman                                                    | Novembre 2013                                                   |
| Dans la New York de 2099, le tissu de l'espace-temps se déchire brutalement, déréglant la vie des habitants. Tyler Stone, le père du Spider-Man de 2099 Miguel O'Hara, est progressivement effacé du présent ; or, cela signifie que l'existence de ce Spider-Man de 2099 est aussi petit à petit effacée. Il retourne donc dans le passé, à l'époque de Peter Parker, pour réparer l'espace-temps, au moment où, lors d'une partie de softball au sein de l'entreprise Horizon, Max est arrêté par la police fédérale. Liz Allan, PDG de Allan Chemical, devient actionnaire majoritaire d'Horizon pour l'absorber. Elle nomme Tiberius Stone à sa tête. Alors que Spider-Man va l'abattre, Miguel O'Hara l'arrête. |                                                                 |                                                                 |                                                                 |                                                                 |
| |                                                                 |                                                                 |                                                                 |                                                                 |
| 18 (718) | (Smack to the Future)                                           | Dan Slott                                                       | Ryan Stegman                                                    | Novembre 2013                                                   |
| O'Hara essaie de convaincre Spidey de ne pas tuer Stone, qui est son grand-père biologique : s'il le tue, O'Hara ne pourra pas naître dans le futur. O'Hara, qui reste en contact avec son père biologique de 2099, cache Stone de Spider-Man. |                                                                 |                                                                 |                                                                 |                                                                 |
| |                                                                 |                                                                 |                                                                 |                                                                 |
| 19 (719) | (1.21 Giga-Whats?!)                                             | Dan Slott                                                       | Ryan Stegman                                                    | Décembre 2013                                                   |
| Alors que Miguel O'Hara est en train de se désintégrer parce que sa lignée est en train d'être effacée de l'espace-temps, Spider-Man réussit à reprogrammer le portail afin de le refermer. Horizon ferme lorsque l'entreprise est absorbée par Allan Chemical pour devenir Alchemax. O'Hara est nommé assistant personnel de Stone, et jure de détruire l'entreprise. Toute la chronologie du Spider-Man contemporain est rétablie. Mary Jane, le trouvant trop différent de l'ancien Spider-Man, décide de couper les ponts avec lui. Carlie et Wraith se rendent dans le paradis fiscal où Peter-Otto a placé le compte en banque qui rémunère les soldats de Spider Island II. Carlie découvre qu'ils sont payés directement depuis le compte off-shore d'Otto Octavius. |                                                                 |                                                                 |                                                                 |                                                                 |
| |                                                                 |                                                                 |                                                                 |                                                                 |
| 20 (720) | (Spidey Still Standing)                                         | Dan Slott                                                       | Giuseppe Camuncoli et John Dell                                 | Décembre 2013                                                   |
| Alors que Peter-Otto doit se rendre à un dîner chez Anna Maria, il tombe sur la Chatte noire en train de commettre un vol. Il la défait et appelle la police. Lors du dîner, il propose à Anna Maria de cofonder avec lui une nouvelle entreprise de hautes technologie, Parker Industries. Carlie laisse un message sur le répondeur de MJ pour lui dire de s'éloigner de Peter tant qu'elle n'aura pas envoyé aux Vengeurs la preuve que Doc Ock est impliqué dans le changement de personnalité de l'Araignée. Lors de sa soutenance de thèse, un membre du jury annonce à Peter qu'il sait qu'il a plagié son doctorat sur les travaux d'un de ses camarades de classe d'université, le docteur Otto Octavius. |                                                                 |                                                                 |                                                                 |                                                                 |
| |                                                                 |                                                                 |                                                                 |                                                                 |
| 21 (721) | (Lethal Ladies)                                                 | Dan Slott                                                       | Giuseppe Camuncoli et John Dell                                 | Janvier 2014                                                    |
| Angelina Brancale, qui était amoureuse d'Octopus, sort d'un long coma. Elle apprend que Spider-Man a tué son ancien amour, et jure de le venger. Elle retrouve l'apparence de son alter ego surhumain, Stunner, et traque l'Araignée. Pendant ce temps, Betty Brant fait la paix avec Robbie Robertson et réintègre le Bugle. Carlie se rend sur la tombe d'Otto Octavius, où est enterrée le dernier corps utilisé par Peter Parker, et pleure sa disparition. Elle est enlevée par le Roi des Bouffons. Spidey bat Angelina et utilise une ancienne technologie de projection holographique pour régler le problème avec le professeur d'ESU. Le lendemain, il rétracte ses accusations, et Peter obtient sa thèse. |                                                                 |                                                                 |                                                                 |                                                                 |
| |                                                                 |                                                                 |                                                                 |                                                                 |
| 22 (722) | (Darkest Hours Part 1: Face to Face)                            | Dan Slott                                                       | Humberto Ramos                                                  | Janvier 2014                                                    |
| Grâce au soutien financier de Jay Jameson, et au recrutement d'anciens d'Horizon, Peter lance son entreprise. Yuri Watanabe enquête sur la disparition de Carlie Cooper. Flash Thompson, vêtu du symbiote de l'Agent Venom, essaie d'arrêter un trafic d'armes sur les docks, mais est arrêté par Spidey, qui ne se souvient plus de lui. |                                                                 |                                                                 |                                                                 |                                                                 |
| |                                                                 |                                                                 |                                                                 |                                                                 |
| 23 (723) | (Darkest Hours Part 2: Complications)                           | Dan Slott                                                       | Humberto Ramos                                                  | Mars 2014                                                       |
| Peter invite Jay et May à un dîner avant qu'ils découvrent Anna Maria. Pendant ce temps, le club très select de Mary Jane rouvre. Yuri Watanabe interroge MJ sur la disparition de Carlie. May est opérée par nanotechnologie pour pouvoir à nouveau marcher. Peter fait semblant d'opérer Flash Thompson pour pouvoir lui retirer le symbiote, alors que Flash l'avait sous contrôle. Le symbiote s'échappe et s'attache à Peter. |                                                                 |                                                                 |                                                                 |                                                                 |
| |                                                                 |                                                                 |                                                                 |                                                                 |
| 24 (724) | (Darkest Hours Part 3: Dark Embrace)                            | Dan Slott                                                       | Humberto Ramos                                                  | Mars 2014                                                       |
| Peter et May se disputent car May craint que les enfants de Peter et Anna Maria, s'ils en avaient, soient atteints de nanisme. Le Bouffon Vert injecte un étrange sérum de couleur verte à Carlie Cooper. Watanabe arrête MJ, mais elle réussit avant cela à passer un coup de téléphone sur une ligne sécurisée aux Vengeurs, pour leur annoncer que Peter Parker a été attaqué par le symbiote. |                                                                 |                                                                 |                                                                 |                                                                 |
| |                                                                 |                                                                 |                                                                 |                                                                 |
| 25 (725) | (Darkest Hours Part 4: Before the Dawn)                         | Dan Slott                                                       | Humberto Ramos                                                  | Mars 2014                                                       |
| Carlie devient un Bouffon à son tour après avoir reçu le sérum vert. Les Avengers ont du mal à battre Venom, d'autant plus qu'Iron Man ne peut se joindre à eux, car il essaie de sauver de son côté Flash Thompson. Le symbiote, lorsqu'il se détache de Spider-Man, permet à la réminiscence psychique du Peter Parker original de faire son grand retour. Peter-Otto impute au symbiote l'étrangeté et la violence de son comportement ces derniers mois. |                                                                 |                                                                 |                                                                 |                                                                 |
| |                                                                 |                                                                 |                                                                 |                                                                 |
| 26 (726) | (The Goblin War)                                                | Dan Slott                                                       | Humberto Ramos                                                  | Mars 2014                                                       |
| Les Bouffons entrent en guerre entre eux. Le Bouffon vert prouve au Hobgoblin qu'il est véritablement Norman Osborn en lui montrant la cicatrice que lui a laissé son planeur lorsque Spider-Man avait failli le tuer après la mort de Gwen Stacy. Pendant ce temps, Spidey est réquisitionné à la tour des Vengeurs, qui ne croient pas à son excuse liée au symbiote. A Paris, Roderick Kingsley, le premier Hobgoblin, utilise des techniques de manipulation mentale pour faire passer ses domestiques pour le Hobgoblin et les envoyer au combat à sa place à New York. |                                                                 |                                                                 |                                                                 |                                                                 |
| |                                                                 |                                                                 |                                                                 |                                                                 |
| 27 (727) | (Goblin Nation: Part One)                                       | Dan Slott                                                       | Giuseppe Camuncoli                                              | Avril 2014                                                      |
| Un mois a passé depuis le conflit entre le Bouffon Vert et le Hobgoblin. New York est sous l'emprise de l'armée criminelle formée par le Bouffon Vert, et saccage la ville. Spider-Man a perdu son armée, Spider Island II. Pendant ce temps, le véritable Peter Parker passe en revue les souvenirs qu'il partage avec le docteur Octopus qui habite son corps. Il remarque qu'Octopus repasse les souvenirs de la mort de Gwen, mais ne comprend pas pourquoi. Spider-Man se rend au QG secret du Bouffon vert via une projection holographique, et le Bouffon lui révèle qu'il sait qu'il est Octopus. |                                                                 |                                                                 |                                                                 |                                                                 |
| |                                                                 |                                                                 |                                                                 |                                                                 |
| 28 (728) | (Goblin Nation: Part Two)                                       | Dan Slott                                                       | Giuseppe Camuncoli                                              | Avril 2014                                                      |
| Le Bouffon lance une attaque sur Spider Island, où se trouve Spidey. Il est contraint de fuir tandis que ses hommes meurent un par un sous les coups de l'armée du Bouffon. L'appartement de Mary Jane est attaqué, mais elle utilise des lance-toiles que lui avait donnés Peter pour se défendre. Jameson passe un accord avec Alchemax pour qu'ils fournissent des robots tueurs destinés à tuer l'armée des bouffons. |                                                                 |                                                                 |                                                                 |                                                                 |
| |                                                                 |                                                                 |                                                                 |                                                                 |
| 29 (729) | (Goblin Nation: Part Three)                                     | Dan Slott et Christos Gage                                      | Giuseppe Camuncoli                                              | Mai 2014                                                        |
| Peter et son associée, Sajani, essaient de mettre au point un médicament pour faire retrouver à Carlie sa forme humaine. Le Bouffon vert appelle alors Spider-Man sur son téléphone. Il lui annonce qu'il va faire sauter tous les lieux chers au docteur Octopus, comme sa première maison ou son premier laboratoire. Il lui annonce qu'il a enlevé Anna Maria et qu'il la tient en otage à ESU. Peter-Otto se replonge dans les souvenirs de Peter Parker pour savoir ce qu'il ferait dans un moment comme celui-là. Il ne trouve pas de solution. Il se rend au rendez-vous, et alors qu'il va mourir, son plus ancien camarade, le professeur Lamaze, se sacrifie pour lui. Spider-Man 2099 arrive pour sauver Spidey, mais les robots tueurs fabriqués par Alchemax révèlent que c'est Norman Osborn qui dirige en réalité la ville et les robots.                                                                                         |                                                                 |                                                                 |                                                                 |                                                                 |
| |                                                                 |                                                                 |                                                                 |                                                                 |
| 30 (730) | (Goblin Nation: Part Four)                                      | Dan Slott et Christos Gage                                      | Giuseppe Camuncoli                                              | Mai 2014                                                        |
| Spider-Man suit le Bouffon vert et sauve un enfant qu'il avait accroché à des rails de train. Pendant ce temps, la réminiscence psychique du véritable Peter Parker réémerge dans l'esprit d'Octavius après avoir rejoué les souvenirs les plus marquants de son existence. Peter-Otto admet être arrogant pour compenser sa conscience de ses failles, tandis que le véritable Peter Parker a un complexe de culpabilité parce qu'il se sait moralement supérieur. Peter-Otto comprend que la seule personne qui peut sauver celle qu'il aime, Anna Maria, est le véritable Peter Parker. Grâce à une machine de Parker Industries, Peter-Otto supprime l'intégralité de sa mémoire dans le corps de Peter. Le véritable Peter Parker enfile son costume bleu et rouge. |                                                                 |                                                                 |                                                                 |                                                                 |
| |                                                                 |                                                                 |                                                                 |                                                                 |
| 31 (731) |                                                                 |                                                                 |                                                                 | Juin 2014                                                       |
| | (Goblin Nation: Conclusion)                                     | Dan Slott et Christos Gage                                      | Giuseppe Camuncoli                                              |                                                                 |
| Peter est déterminé à mettre fin à la guerre que mène l'armée des Bouffons dans New York. Il retrouve Carlie, à qui il explique la situation. Il part retrouver Anna Maria avec Miguel O'Hara. Arrivés à la tour d'Alchemax, ils apprennent que Liz a été manipulée mentalement par Osborn. Spider-Man confronte le Bouffon Vert, qui cherche à s'enfuir lorsqu'il comprend qu'il ne s'agit pas d'Octavius dans le corps de Spider-Man. Il démasque le Bouffon, et découvre le visage de Norman Osborn, modifié par chirurgie esthétique. Il se faisait passer pour Mason Banks depuis le début. Alors que l'immeuble s'écroule et qu'Anna Maria s'écroule, Spider-Man, surentraîné après la mort de Gwen, envoie une toile suffisamment doucement pour sauver la jeune femme sans la tuer. Alors qu'il s'apprête à appréhender Norman Osborn, Liz Allan étourdit Spider-Man grâce à un gadget d'Alchemax, ce qui permet à Osborn de s'échapper. |                                                                 |                                                                 |                                                                 |                                                                 |
| | (Actions Have Consequences)                                     | Christos Gage                                                   | Will Sliney                                                     |                                                                 |
| La confrontation est finie, et New York se réveille sans l'armée des Bouffons. Peter retrouve Mary Jane, qui lui dit qu'elle veut qu'ils coupent tous les ponts, car sa vie héroïque a fini par dérégler la sienne. Peter comprend et part. Carlie demande à MJ de lui parler de Gwen et de sa mort ; MJ lui dit qu'après la mort de Gwen, plus rien n'a été pareil. Carlie en déduit que l'entourage de Peter Parker sera toujours en danger. Spider-Man retrouve Jameson pour faire la paix avec lui, mais il a déjà démissionné de son poste de maire. |                                                                 |                                                                 |                                                                 |                                                                 |

### Edge of Spider-Verse (#732 - #733)
L'évènement Spider-Verse trouve sa prélude dans les deux numéros intitulés Edge of Spider-Verse, qui se déroulent à l'époque de Superior Spider-Man #19.
| |                                  |                            |                    |               |
| 32 (732) |                                  |                            |                    | Octobre 2014  |
| | (Edge of Spider-Verse Part One)  | Dan Slott et Christos Gage | Giuseppe Camuncoli |               |
| A peine croit-il le portail temporel refermé que Spider-Man est envoyé dans un monde qui, s'il ressemble au sien, ne l'est en réalité que partiellement. Il y rencontre plusieurs versions de lui-même ; ou plutôt, de Spider-Man où il n'aurait pas échangé son esprit avec Octavius.                                                                        |                                  |                            |                    |               |
| | (Spider Sanction)                | Christos Gage              | Adam Kubert        |               |
| Une versions de Spider-Man qui se retrouve parachutées dans une réalité alternative raconte comment il est devenu Spider-Man. Après la tragique mort de Gwen, il a été entraîné dans les grandes plaines par Wolverine. En plein combat, un autre Spider-Man vient le chercher et le transporte dans le monde parallèle où tous les Spider-Men se retrouvent. |                                  |                            |                    |               |
| |                                  |                            |                    |               |
| 33 (733) | (Edge of Spider-Verse Part Four) | Dan Slott et Christos Gage | Giuseppe Camuncoli | Novembre 2014 |
| Octavius organise la résistance face aux attaques des divers avatars de Morlun. Il passe de dimension en dimension pour rallier les différentes versions de Spider-Man. |                                  |                            |                    |               |
| |                                  |                            |                    |               |